# Уго Перес (американський футболіст)
Уго Ернесто Перес Гранадос (англ. Hugo Pérez; нар. 8 листопада 1963, департамент Морасан, Сальвадор) — колишній американський футболіст сальвадорського походження. Півзахисник, відомий за виступами за збірну США. Учасник Чемпіонату Світу 1994 року, а також Олімпійських ігор 1984 року.

## Клубна кар'єра
Уго народився в Сальвадорі, коли йому було 11 родина іммігрувала до США, де він почав займатися футболом. Дід Санчеса теж був професійним футболістом і виступав за сальвадорський клуб «ФАС»
У 1982 році Уго підписав контракт з командою NASL «Лос-Анджелес Ацтекс», але не зігравши жодного матчу до закінчення сезону покинув її і перейшов в «Тампа-Бей Раудіз». Відігравши в ній сезон Санчес підписав угоду з «Сан-Дієго Соккерз». У новому клубі він став справжнім лідером, завоювавши в 1988 році звання найкориснішого футболіста ліги. За команду Уго провів 154 матчі і забив 114 м'ячів, що є величезним досягненням, з урахуванням того, що він виступав на позиції півзахисника.
У 1990 році Йоган Кройф запрошував Санчеса в італійську «Парму», але Уго повинен був зіграти на чемпіонаті світу, щоб отримати дозвіл на роботу. Він був включений у заявку національної команди, але через травми не потрапив в підсумковий список. У тому ж році Санчес перейшов у французький «Ред Стар», але незабаром покинув команду і без особливого успіху виступав за шведський «Ергрюте» та «Аль-Іттіхад» з Саудівської Аравії.
У 1996 році Уго завершив кар'єру в рідному клубі свого діда «ФАС»

## Міжнародна кар'єра
30 травня 1984 року в товариському матчі проти збірної Італії Санчес дебютував за збірну США. У тому ж році він потрапив в заявку на участь в Олімпійських Іграх. Удо також допоміг національній команді потрапити на Олімпійські ігри 1988 в Сеулі і чемпіонат світу 1990 року, але сам участь в турнірах не зміг прийняти через травми.
За збірну Санчес також виступав на Кубку конфедерацій 1992 року і Золотому кубку КОНКАКАФ 1991, де він завоював золоту медаль.
У 1994 році Уго потрапив в заявку на участь в домашньому чемпіонаті світу. На турнірі він взяв участь у поєдинку 1/8 проти збірних Бразилії.
За збірну Санчес зіграв 73 матчів і забив 16 м'ячів.

## Досягнення
Міжнародні
 США
- Срібний призер Чемпіонату націй КОНКАКАФ: 1989
- Переможець Золотого кубка КОНКАКАФ: 1991
- Переможець Кубка конфедерацій: 1992

Особисті
- Футболіст року в США — 1991